# ATK (groupe)
Pour les articles homonymes, voir ATK.
ATK est un groupe de hip-hop français, originaire de Paris. Il est formé en 1995 et est principalement connu pour son album Heptagone, publié en 1998.
ATK est la contraction de l'expression « Avoue que tu kiffes », utilisée comme fond sonore sur un de leurs premiers morceaux.

## Biographie

### Formation et débuts
Au début des années 1990, les collectifs hip-hop commencent à se multiplier un peu partout à Paris, notamment dans les quartiers Est de la ville (11e, 12e, 19e et 20e arrondissements et le 91). Les groupes se croisent jusqu'au jour où certains décident de se rassembler en 1995 en une seule entité, sous le nom d'ATK, du côté de l'Est-parisien (12e arrondissement). De ce rassemblement va naître un collectif composé d'une vingtaine de membres (entre 21 et 26) répartis en sept subdivisons ; puis, à la fin 1995, de sept membres répartis en trois binômes et un DJ qui, en 1996, réaliseront seuls leur premier album (exclusivement sous format vinyle) intitulé Micro Test.
ATK est la contraction de l'expression « Avoue que tu kiffes », utilisée comme fond sonore sur l'un de leurs premiers morceaux. Dans une interview pour Académie HH, Cyanure indique : « À l'époque on avait un morceau avec Pit (Baccardi) avec un sample un peu « chelou ». On se disait que personne n'allait aimer alors on a eu l'idée de mettre très bas en fond du morceau « Avoue que tu kiffes, avoue que tu kiffes… » Quand est venu le concert, il nous fallait un nom de posse et on a pris ATK : Avoue qu'tu kiffes. »
Le groupe publie un deuxième album, Heptagone, en 1998. Le titre fait référence aux sept membres du collectif restructuré : Antilop Sa, Axis, Cyanure, Fredy K, Fréko, Test et le DJ Tacteel. Il se distingue par la noirceur de ses textes et une forte volonté de travail au niveau des instrumentales. L'album atteint la 60e place des classements musicaux français.

### Solos et continuité
Antilop Sa signe chez Nouvelle Donne Music en 2000, pour finalement sortir un album solo en 2004, L'Encre en guise de larmes, qui a plutôt bien marché commercialement.
Après avoir sorti plusieurs EP en solo, Tacteel lance le groupe FuckALoop avec Para One en 2003. Il fonde ensuite le label Institubes avec Teki Latex de TTC. Après la sortie des trois volumes Oxygène O² de 2003 à 2004, seuls Axis, Cyanure, Fredy K, Fréko et Test sortent le nouvel album tant attendu d'ATK : Silence Radio en 2007.
À la suite du décès de Fredy K dans un accident de moto le 6 novembre 2007, les membres d'ATK sont désormais au nombre de six : Axis, Cyanure, Fréko, Test, Antilop Sa et Tacteel. En janvier 2009, un peu plus d'un an après le décès de Fredy. K (membre d'ATK et du Klub des 7), l'album hommage FK pour toi est enfin disponible. Enregistré durant le mois qui a suivi sa disparition, plus de 80 artistes (tous les membres initiaux du Posse ATK, Klub des 7, Ul'Team Atom, Kohndo, Daddy Lord C, Ill des X-Men, Mokobé et Manu Key de la Mafia K'1 Fry) sont venus saluer la mémoire du membre du crew.
Test retrouve quelques anciens membres ATK pour lancer le projet Noir Fluo, à la touche hip-hop underground et humoristique.
Axis annonce en 2012 un album solo, dont le premier titre sorti est Addictions en duo avec Test, qui rassemblera un certain nombre d'anciens membres d'ATK[réf. nécessaire]. En 2013 sort le deuxième titre : Avoue que tu kiffes, un titre qui retrace l'historique sous forme d'hommage au groupe ATK.
En 2018, le groupe se reforme et annonce un nouvel album. Un premier extrait, "Comme on a dit", est dévoilé le 19 octobre 2018. L'album sort finalement le 14 décembre 2018 avec comme nom "On fait comme on a dit".

## Membres

### 1995
24 membres répartis en neuf sous sections :
- Le Komité : Metek et Celcius
- L'Akadémie : Watchos et Freko Ding'
- Doté 2 : Pit et Boramy (du duo Ketro avec Keroz)
- Le Dispositif : Loko, Legi, Antilop Sa
- Dealers 2 Mots : Kassim, Kamal et Zak (alias Odji Ramirez)
- Sato et DJ Déon (devenu Feadz)[7]
- Integral Posse : Test, Fredy K, Physka (devenu Emotion Lafolie) et Sloa
- La Section Lyricale : Kesdo, Axis, Cyanure et DJ Tacteel
- Ben et Matt (devenu Matt Houston)

### 1995 - à présent
7 membres répartis en 3 sous sections : 
- Apocalypse : Axis et Antilop Sa
- Maximum de phase : Test et Fredy K
- Legadulabo : Cyanure et Freko Ding'
- DJ Tacteel.

Après cette séparation les anciens membres sont pour la plupart restés dans le milieu du rap :
- Pit, renommé Pit Baccardi, a entamé sa carrière solo chez Première Classe, après un passage chez Time Bomb.
- Loko a animé des émissions sur la radio Générations, et fait partie du Barillet avec Meka. Il est surtout le cofondateur du label Neochrome.
- Kassim, Kamal, Celcius et Watchos ont créé le groupe la Korporation Bordélik et furent signés un moment sur Time Bomb avec le groupe Jedi devenu Ghetto Diplomats puis Famille Haussmann.
- Kesdo et Metek ont créé le groupe les Refrès avec Diemba.
- Physka a fait partie un temps des Maquisards puis change de nom pour devenir Emotion Lafolie.
- DJ Déon a participé au premier album de Triptik[8] avant de se tourner vers l'électro sous le nom de Feadz.
- Sloa (devenu Slow A dit le G, puis Waslo Dileggi) a créé le groupe Réservoir Dogues (moitié du CSRD), rejoint plus tard par Zak (devenu Odji Ramirez)
- Physka (Emotion Lafolie), Sloa (Slow A), Metek et Test ont créé le groupe Noir Fluo.